# Sylvia Cheeseman
Sylvia Cheeseman, född 19 maj 1929 i Richmond i Storlondon, är en brittisk före detta friidrottare.
Cheeseman blev olympisk bronsmedaljör på 4 x 100 meter vid sommarspelen 1952 i Helsingfors.